# 西本昌弘
西本 昌弘（にしもと まさひろ、1955年 - ）は、日本の日本史学者。関西大学名誉教授。専攻は古代史。

## 来歴
大阪府生まれ。1979年大阪大学文学部史学科卒業、1987年同大学院博士課程単位取得満期退学。1994年「日本古代の国家と儀礼」で阪大博士（文学）。1999年関西大学文学部教授。

## 著書
- 『日本古代儀礼成立史の研究』（塙書房） 1997 ISBN　978-4-8273-1144-0
- 『日本古代の王宮と儀礼』（塙書房） 2008 ISBN　978-4-8273-1220-1
- 『日本古代の年中行事書と新史料』（吉川弘文館） 2012 ISBN　9784642024891
- 『桓武天皇』（山川出版社、日本史リブレット） 2013 ISBN　978-4-634-54811-4
- 『飛鳥・藤原と古代王権』（同成社） 2014 ISBN　9784886216557
- 『早良親王』（吉川弘文館、人物叢書） 2019 ISBN　9784642052894
- 『平安前期の政変と皇位継承』（吉川弘文館） 2022 ISBN　9784642046671

## 編纂
- 『新撰年中行事』（八木書店） 2010

## 参考
- 関西大学: